# Joslyn Chavarria
Joslyn Chavarria (nascido em 18 de abril de 1959) é um ex-ciclista olímpico belizenho. Representou sua nação em dois eventos nos Jogos Olímpicos de Verão de 1984.